# Mouvement des parapluies
Pour les manifestations contre l'amendement de la loi d'extradition par le gouvernement de Hong Kong, voir Manifestations de 2019-2020 à Hong Kong.
Les manifestations de 2014 à Hong Kong (2014 Hong Kong protests, 佔領行動) désignent une série de manifestations survenues à Hong Kong en septembre et octobre 2014. Les manifestations sont menées par des militants pro-démocrates, regroupés au sein du collectif Occupy Central with Love and Peace (讓愛與和平佔領中環, plus communément appelé Occupy Central, 佔領中環) à l'initiative de Benny Tai (戴耀廷),. Ces derniers s'opposent au gouvernement chinois et à son projet (avorté l'année suivante) de limiter la portée du suffrage universel pour l'élection du chef de l'exécutif de Hong Kong en 2017. À la fin septembre, cette protestation prend le nom de révolution des parapluies (雨傘革命), en raison de l'utilisation de parapluies par les manifestants pour se protéger des gaz lacrymogènes,,,,. L'un des symboles de ces manifestations est le ruban jaune. Ainsi, cette protestation est parfois nommée « mouvement du ruban jaune ».

## Contexte

### «Un pays, deux systèmes»
Hong Kong a été rétrocédé par le Royaume-Uni à la Chine en 1997. La loi fondamentale de la région administrative spéciale de Hong Kong a été ratifiée en 1990 dans le sillage des manifestations de la place Tian'anmen de 1989. Cette loi à portée constitutionnelle est entrée en vigueur le jour de la rétrocession, le 1er juillet 1997 et prescrit que, pour la première fois, le chef de l'exécutif de Hong Kong soit élu par la suite au suffrage universel, ce qui n'avait jamais eu lieu pendant la colonisation britannique, le gouverneur de Hong Kong était jusqu'alors désigné par la couronne d'Angleterre.
Du 20 au 29 juin, les militants pro-démocratie organisent un référendum officieux sur l'instauration du suffrage universel direct. Près de 800 000 votants y participent. Deux jours plus tard, lors du traditionnel défilé du 1er juillet, entre 100 000 et 500 000 Hongkongais manifestent pour la démocratie.

### Réforme électorale contre le suffrage universel
Or, au mois d'août 2014, il est annoncé par les autorités chinoises que les candidats au poste de chef de l’exécutif pour les élections de 2017 (en) seront sélectionnés par un comité de 1 200 personnes. Seuls les candidats sélectionnés seront habilités à se présenter au scrutin. En pratique 2 ou 3 candidats dits « patriotes » doivent être désignés s'ils sont « respectueux de la ligne définie à Pékin ». Le projet n'aboutit pas et est rejeté par le Conseil de Hong-Kong.

## Manifestations

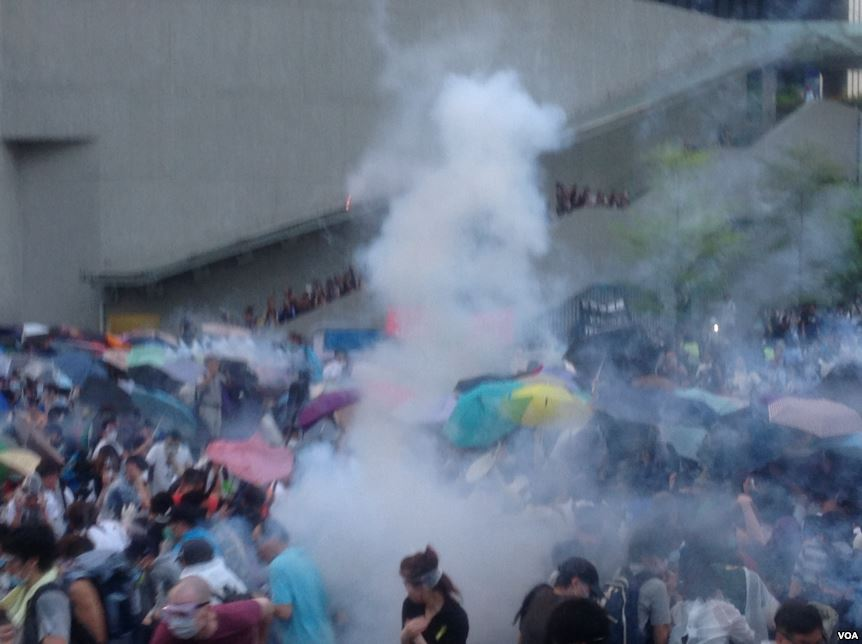
Police utilisant du gaz lacrymogène contre les manifestants, le 28 septembre.

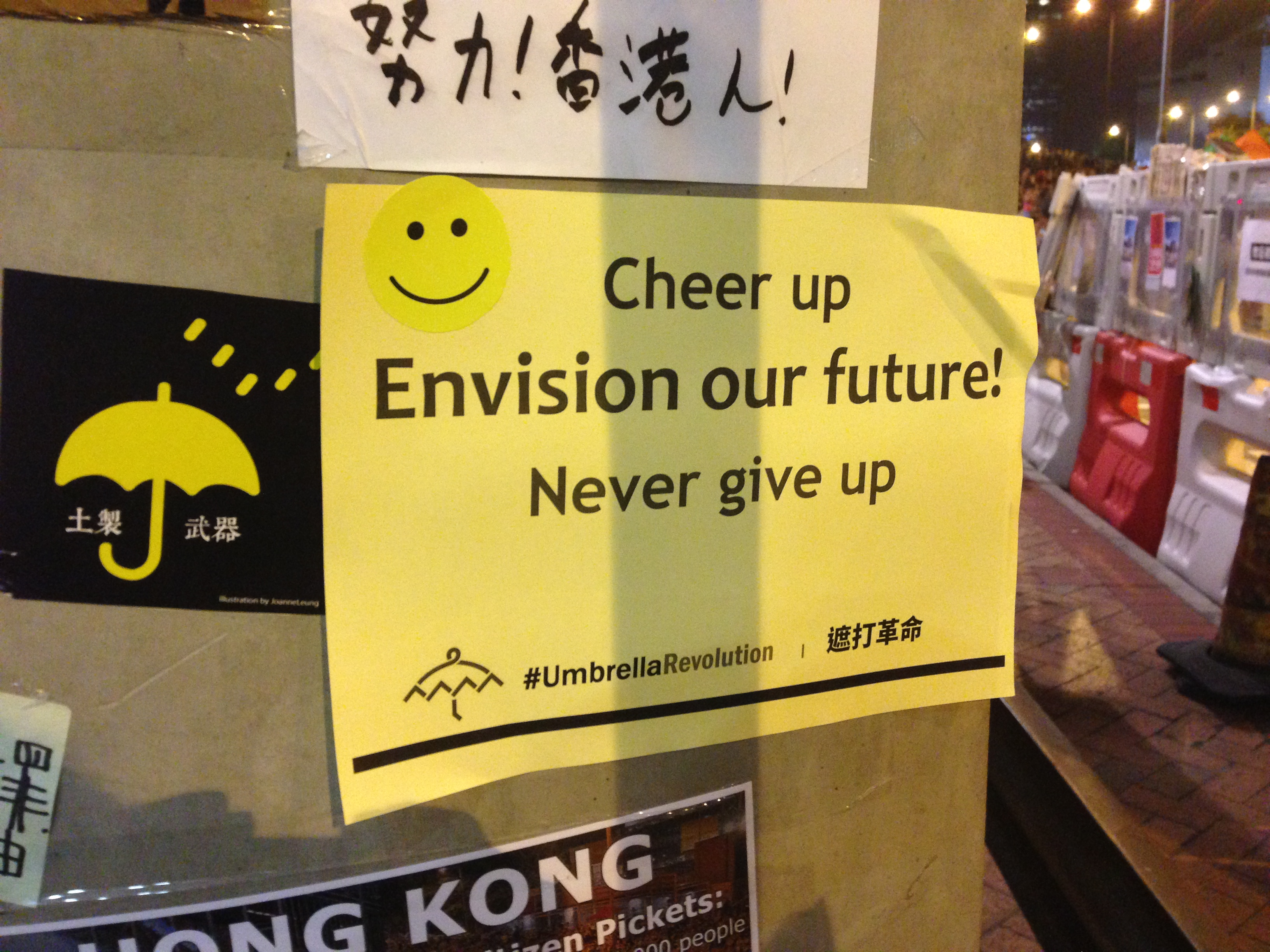
Les paroles de manifestants de soutien à la campagne

Les étudiants, souhaitant obtenir « la démocratie du peuple de Hong Kong », lancent une campagne de désobéissance civile,. Des dizaines de milliers de manifestants pro-démocratie déterminés paralysent le centre de l'ancienne colonie britannique.

### Implication de la communauté chrétienne
Les chrétiens s'impliquent dans le mouvement de protestation. Ainsi le cardinal Zen, évêque émérite de Hong Kong, est présent dans les manifestations. Le 10 septembre, Joseph Zen signe un éditorial dans Asia News et indique « Si nous ne voulons pas nous résigner à devenir des esclaves, quel autre choix avons-nous alors que celui de résister ? ». Le pasteur baptiste Chu Yiu-ming, leader du mouvement Occupy Central, se dit « prêt à payer le prix de la démocratie ». Mgr Joseph Ha Chi-shing considère que la désobéissance civile est licite quand les autorités ne respectent plus le « bien commun ». Les écoles catholiques, qui scolarisent 25 % des lycéens et étudiants, ont décidé que ceux qui sont présents dans les manifestations ne seront pas pénalisés dans leurs études.

## Chronologie
Les groupes d'étudiants de la Fédération des étudiants de Hong Kong (en) commencent à manifester devant le siège du gouvernement dans la semaine du 22 septembre 2014.
La nuit du 26 septembre 2014, la manifestation des étudiants occupe les principales artères de Hong Kong. Les étudiants demandent à rester sur Civic Square, mais la police ne le leur permet pas. La police arrête les leaders étudiants, y compris Joshua Wong, Alex Chow et Lester Shum. Le matin du 27 septembre, beaucoup de citoyens hongkongais arrivent sur Civic Square et aux alentours, pour soutenir les étudiants. Ils se rassemblent à côté d'Harcourt Road, en face du siège du gouvernement. Vers 16 h, les citoyens brisent le cordon de police, et ils occupent Harcourt Road. Un peu après, les manifestants occupent Queensway, Connaught Road à Central, et Performing Arts Avenue. La police emploie le gaz au poivre pour les disperser, mais ils utilisent les parapluies pour se défendre, et la police échoue. Quelques heures plus tard, les policiers déroulent des banderoles avec les phrases "Dispersez-vous ou nous allons tirer" (anglais : Disperse or we fire) et "Avertissement: Gaz lacrymogène" en anglais et chinois traditionnel. Les policiers arrivent avec les canons, et l'atmosphère devient très tendue. Quelques manifestants s'échappent, mais beaucoup de gens restent. Les manifestants échappés vont vers Wan Chai, Causeway Bay et Mong Kok. Les manifestants occupent Gloucester Road à Wan Chai, Yee-Wo Street à Causeway Bay, Nathan Road et Argyle Street à Mong-Kok et Prince-Edward Road.
Le 1er octobre 2014 est le jour de la fête nationale de Chine. Les manifestants occupent aussi Canton Road à Tsim-Sha-Tsui. La rue est une artère commerçante très prisée des touristes de Chine populaire.
Le 2 octobre 2014, les manifestants exigent la démission, avant la fin de la journée, de Leung Chun-ying, chef de l'exécutif hongkongais. La Chine, quant à elle, soutient la position de Chun-ying.
Le 3 octobre 2014, la police rouvre Gloucester Road et Canton Road. Les manifestations à Wan-Chai et Tsim-Sha-Tsui prennent fin. Sur la presqu'île de Kowloon, dans le quartier de Mong-Kok, les triades chinoises interviennent avec violence. Les triades, et les opposants au mouvement, détruisent les tentes et les barricades. Les opposants demandent la fin de cette manifestation et de l'occupation.
Le 11 octobre 2014, les leaders étudiants adressent une lettre publique à Xi Jinping, président de la République Populaire de Chine, reprochant au gouvernement central de la Chine de n'avoir pas écouté l'opinion de la population de Hong Kong.
Le 13 octobre 2014, les opposants bloquent le siège central de l'Apple Daily à Tseung-Kwan-O, un journal majeur et pro-démocratique de Hong Kong, qui s'est associé à ce mouvement. Les opposants veulent interrompre la publication d'Apple Daily. Ils affectent aussi les publications locales du New York Times. Puis, le président de Media One, Jimmy Lai, applique l'injonction contre les opposants. La Cour Suprême de Hong Kong l'a accordé. Les opposants ne le dérangent pas, et ils continuent à bloquer le siège. Aucune mesure n'est prise.
Le 14 octobre 2014, la police élimine les barricades de Yee-Wo Street et Queensway. Elle autorise la manifestation sur l'une des voies vers l'ouest de Yee-Wo Strert, mais pas à Queensway. L'après-midi, la circulation reprend sur Queensway. La circulation vers l'est reprend normalement sur la Yee-Wo Street, mais reste limitée vers l'ouest. À 21h, un groupe de manifestants occupe Lung-Wo Road.
À 3h, le 15 octobre, la police déclare qu'elle va reprendre Lung-Wo Road. Elle utilise à nouveau le spray au poivre. Il y a de nombreux blessés, y compris des journalistes d'une chaîne de télévision. La police appréhende plusieurs manifestants.
Le 18 juin 2015, le projet de loi est rejeté par le Conseil de Hong-Kong qui n'obtient pas les 2 tiers de voix pour modifier la constitution.

## Réactions
La prise de conscience internationale augmente progressivement, et le mouvement lui-même prend une forme plus structurée, ayant même son propre logo : le symbole de la révolution des parapluies est partagé sur Twitter à travers le monde.

### Pays
- Australie : le 29 septembre, le ministère des Affaires étrangères émet une alerte de voyage vers Hong Kong et recommande la précaution[18], tandis que les partisans pro-démocratie à travers l'Australie ont organisé des manifestations en solidarité avec les manifestants de Hong Kong, incluant entre autres Brisbane, Melbourne et Sydney[19].
- République populaire de Chine : Hua Chunying, porte-parole du Ministère des Affaires étrangères, condamne des « actes illégaux qui nuisent à l'état de droit et à la sécurité publique[20]. »
- États-Unis : Josh Earnest, porte-parole de la Maison-Blanche, déclare le 29 septembre que « les États-Unis soutiennent le suffrage universel à Hong Kong en accord avec la Loi fondamentale et [soutiennent] les aspirations du peuple de Hong Kong » et qu'ils « appellent les autorités de Hong Kong à faire preuve de retenue et les manifestants à s'exprimer de manière pacifique[21]. »
- France : le 30 septembre, Laurent Fabius, Ministre des Affaires étrangères, déclare espérer « qu'un dialogue constructif et pacifique [permette] un accord qui soit conforme à la loi fondamentale de Hong Kong »[22].
- Royaume-Uni : le 29 septembre, le Foreign Office se dit « préoccupé » par la situation à Hong Kong et ajoute : « C'est la transition vers le suffrage universel qui garantira le mieux ces libertés[23],[24]. » Le même jour, Nick Clegg, Vice-Premier ministre du Royaume-Uni, soutient publiquement sur Twitter les manifestations[25].
- Taïwan : Le président Ma Ying-jeou apporte, le 29 septembre, son soutien aux manifestants[26].

### Organisations
- ONU : Ban Ki-moon, Secrétaire général des Nations unies, déclare le 30 septembre qu'il « considère qu'il s'agit d'une affaire intérieure [chinoise] mais demande instamment à tous les protagonistes de résoudre leur différend d'une manière qui soit pacifique et qui respecte les principes démocratiques[27]. »
- Amnesty International demande la libération de sympathisants chinois arrêtés dans plusieurs régions en Chine continentale. L'ONG demande aussi à la police de Hong Kong de « faire preuve de retenue »[28].

## Analyses
Le politologue Dominique Moïsi indique que les autorités chinoises observent avec « beaucoup d'attention et d’appréhension » la manifestation des parapluies. Ils sont obsédés par « toute forme de déviance politique et de dissonance ethnique et religieuse » alors que la réussite économique, base de la légitimité du pouvoir, s'effrite. Paradoxalement la Chine devrait utiliser le modèle de Hong Kong pour lutter contre la corruption qui gangrène la société chinoise. Mais pour Dominique Moïsi, les« intérêts à terme de la Chine et ceux du parti communiste chinois ne sont pas les mêmes ».
Pour Jean-Pierre Cabestan, les Hongkongais ont la même vision que les Occidentaux de la démocratie : « un jeu ouvert, avec un choix ouvert de candidats, et non une désignation par un comité de nomination réduit à 1 200 membres sélectionnés par Pékin ». La différence de conscience politique entre Hong Kong et la Chine continentale est essentielle. Selon la sociologue Cécile Van de Velde, il s'agit bien d'un combat pour la démocratie, mais aussi la quête d'une souveraineté : « retrouver une emprise sur le destin individuel, social et collectif » face à une dépossession par le pouvoir politique compromis avec les milieux financiers.

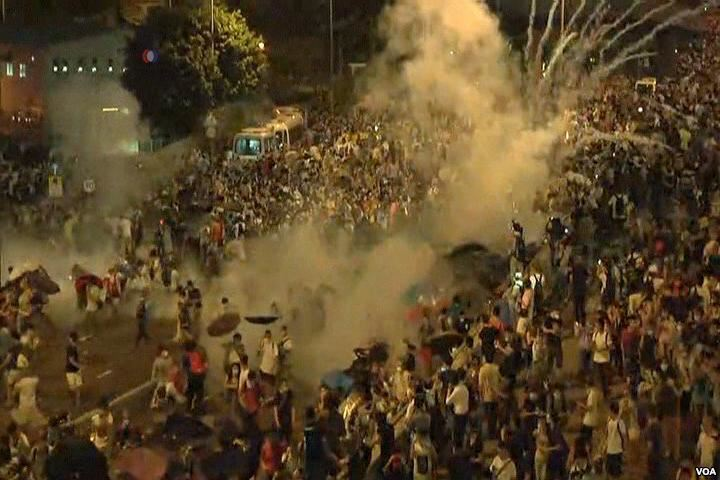
Gaz lacrymogènes contre les manifestants.
Les protestataires bloquent la route principale.
Parapluies utilisés comme défense.
Central est occupé.